# Baloghy László
Balogi Baloghy László (Bercel, 1799. október 26. (keresztelés) – Pest, 1858. július 29.) író, császári és királyi kormánybiztos, Hont vármegye megyefőnöke.

## Élete
Baloghy Lajos, Nógrád vármegyei követ és Zsembery Johanna fia, született 1799-ben Bercelen, Nógrád megyében. Iskoláit Selmecen és Pozsonyban végezte; ezután Kövesden, majd Felsősápon gazdálkodott; nógrád megyei aljegyző és a konzervativ pártnak 1848 előtt egyik buzgó tagja volt; a szabadságharc után egyideig hont vármegyei császári és királyi megyefőnök volt; azután Pestre költözött és itt is halt meg 1858-ban. 1830. március 1-jén Pesten, a Kálvin téri református templomban kötött házasságot Sebess Krisztinával.

## Munkái
- Nemzetiség és alkotmányi mozgalmak honunkban. Pest (1841. Végén: Javallat a köz adóra nézve. A pénzkrizis honunkban. Népnevelés.)

Verse megjelent a Szépliteratúrai Ajándékban (V. 1825.)

### Kéziratban
Nehány ifjúkori magyar költeménye az Országos Széchényi Könyvtárban; Margit szigete című színdarabja szintén kéziratban maradt.
Széchenyi István gróf 1842. január 9-én levelet intézett hozzá egyik politikai cikkének kiadása érdekében.